# Willie Moretti
Guarino "Willie" Moretti (Bari, 24 de febrero de 1894 – Cliffside Park, 4 de octubre de 1951), más conocido como Willie Moore, fue un mafioso italoestadounidense que se desempeñó como subjefe de la familia criminal neoyorquina Genovese, bajo la administración de su primo Frank Costello.

## Carrera criminal
Guarino Moretti nació en Bari, Puglia, Italia el 24 de febrero de 1894, y emigró  a los Estados Unidos con su familia para vivir en Nueva Jersey.
El 12 de enero de 1913, tras ser declarado culpable de robo en la ciudad de Nueva York, Moretti fue sentenciado a un año de prisión estatal en Elmira, Nueva York. Fue puesto en libertad después de varios meses.
De 1933 a 1951, Moretti, en asociación con Joe Adonis, Settimo Accardi y Abner Zwillman, dirigió lucrativos juegos en Nueva Jersey y en el norte del estado de Nueva York. Sus operaciones se basaban en sus casas en Hasbrouck Heights (ubicada en el condado de Bergen, Nueva Jersey, en las afueras de la ciudad de Nueva York) y Deal (ubicada en el condado de Monmouth, Nueva Jersey, a lo largo de la costa de Jersey).

## Conexiones con Hollywood
Moretti fue el padrino del entonces desconocido cantante Frank Sinatra. La primera esposa de Sinatra, Nancy Barbato, era prima paterna de John Barbato, un asociado de Moretti. Moretti ayudó a Sinatra a conseguir reservas en clubes de Nueva Jersey a cambio de sobornos. Finalmente, en 1939, Sinatra firmó un contrato de grabación con el líder de la banda Tommy Dorsey. Sin embargo, a principios de la década de 1940, Sinatra había alcanzado popularidad nacional y quería firmar un contrato discográfico más lucrativo, pero Dorsey se negó a liberarlo de su contrato existente. Un rumor afirmaba que Sinatra le pidió ayuda a Moretti, y se alegó que Moretti metió el cañón de una pistola en la garganta de Dorsey y amenazó con matarlo si no liberaba a Sinatra. Dorsey finalmente vendió el contrato a Sinatra por un dólar.
A finales de la década de 1940, Moretti conoció a los comediantes Dean Martin y Jerry Lewis mientras actuaban en el club nocturno Riviera de Bill Miller en Fort Lee, Nueva Jersey. En años anteriores, Moretti y Abner "Longy" Zwillman vigilaban la sala de juego del club cuando anteriormente era propiedad de Ben Marden. En 1947, Martin, Lewis, Sinatra y el comediante Milton Berle actuaron en la recepción de boda de la hermanastra de Moretti.

## Testimonio ante el Comité Kefauver
En 1950, el Comité del Senado de EE. UU. contra el Crimen Organizado abrió una investigación conocida como  “Kefauver hearings”, y junto con otros miembros de la familia Genovese, Moretti fue llamado a declarar. Moretti fue el único que cooperó con el Comité, mientras los otros hampones invocaron la Quinta Enmienda para no hablar. Moretti contó chistes, habló con candidez y actuó para las cámaras como un buen actor. Haciendo todo esto, estaba violando el código de silencio de la Mafia, la omertà.
En 1950, el Comité Selecto sobre Crimen Organizado del Senado de los Estados Unidos inició una investigación conocida como las audiencias de Kefauver, que llevan el nombre de su presidente, el senador Estes Kefauver. Junto con otros miembros de la familia Genovese, Moretti, entonces ampliamente conocido por su alias "Willie Moore", fue llamado a declarar. Moretti fue el único que cooperó con el comité. Mientras que los otros mafiosos se negaron a testificar invocando repetidamente la Quinta Enmienda de la Constitución de los Estados Unidos, que proporciona protección legal contra la autoincriminación, el locuaz Moretti contó chistes, habló con franqueza y, en general, se mostró ante las cámaras. Por ejemplo, cuando se le preguntó cuánto tiempo había estado en la mafia, respondió: "¿Qué quieres decir con que llevo una tarjeta de miembro que dice 'Mafia'?" Y cuando se le preguntó cómo operaba políticamente, dijo: "No opero políticamente; si lo hiciera, sería congresista". Los senadores y espectadores en la sala a menudo se reían de sus respuestas sarcásticas y sarcásticas.

## Muerte
Como se alegaba que la condición mental de Moretti posiblemente se estaba deteriorando debido a una sífilis en etapa avanzada,se temía que se estuviera volviendo demasiado hablador. La comisión de la mafia firmó un contrato abierto para matarlo. Doce años después, el testigo del gobierno Joe Valachi describió una conversación con el jefe de la familia criminal Genovese, Vito Genovese, sobre el asesinato de Moretti:
Supuestamente fue un asesinato misericordioso porque estaba enfermo. Genovese me dijo: 'El Señor tenga piedad de su alma, está perdiendo la cabeza'.
El 4 de octubre de 1951, Moretti estaba almorzando con otros cuatro hombres en el restaurante Joe's Elbow Room en Cliffside Park, Nueva Jersey. La camarera recordó a los hombres, los únicos clientes del restaurante, bromeando en italiano antes de que ella entrara a la cocina. A las 11:28 horas, el personal del restaurante escuchó disparos y corrió hacia el comedor. Moretti yacía muerto de espaldas en el suelo con heridas de bala en la cara y la cabeza. Según algunos, los disparos en la cara fueron una señal de respeto. Los pistoleros ya habían huido del restaurante.La camarera pudo identificar tentativamente al hombre que lo llevó al restaurante como el capo de Anastasia Crime Family, John "Johnny Roberts" Robilotto. Se sospecha que los tiradores fueron el mafioso de Filadelfia Antonio Caponigro y Joseph "Pepe" LiCalsi.
El día del asesinato de Moretti, Martin y Lewis tenían programada una cita para almorzar con Moretti. Sin embargo, esa misma mañana, Lewis se enteró de que había contraído paperas y ambos hombres se olvidaron por completo del almuerzo. Más tarde, mientras intentaban comunicarse con Moretti para disculparse y explicarse, se enteraron por el noticiero televisivo que estaba muerto.
El funeral de Moretti se llevó a cabo en la Iglesia Católica Romana de Corpus Christi en Hasbrouck Heights, Nueva Jersey. Moretti fue enterrado en el cementerio de St Michael en South Hackensack, Nueva Jersey. Más de 5.000 personas asistieron al entierro, lo que generó una atmósfera circense que requirió la intervención policial.
Dejó atrás a dos hermanastras, Melissa Moretti (Italia) y Renee Moretti-Ward (Italia) y una sobrina, Kayla Russo-Moretti (Nueva Jersey). El resto de su familia es desconocido o no reclamado en este momento.

## En la cultura popular
- En A Man of Honor: The Autobiography of Joseph Bonanno, Simon & Schuster, ISBN ISBN 0-671-46747-6, Joseph Bonanno se refirió a Willie Moretti como la "fuerza" de Frank Costello. Esto se compararía más tarde con la relación entre el personaje de Mario Puzo, "Luca Brasi", y la llamada "fuerza" de "Don Vito Corleone" en la novela El Padrino.
- En el episodio D-Girl de Los Soprano, el personaje de Christopher Moltisanti le cuenta a Jon Favreau la historia de Moretti intimidando a Tommy Dorsey, que Favreau cita como la inspiración para los esfuerzos de la familia Corleone por liberar a Johnny Fontane de un contrato de Luca Brasi y Vito Corleone al "hacer el líder de la banda que tenía el contrato de Johnny, una oferta que no pudo rechazar", según Michael Corleone, contándole la historia a su novia Kay Adams en El Padrino.